# Larbanois et Carrero
Larbanois et Carrero est un duo de musique populaire uruguayen intégré par Mario Larbanois et Eduardo Carrero. Créé vers la fin de 1977, avec une trajectoire qui s'étend jusqu'à présent, le groupe constitue un référent artistique pour plusieurs générations de musiciens uruguayens.

## Histoire
Mario Carrero est né à Florida (Dépt. du centre-sud de l'Uruguay) le 16 mai, 1952. Il s'installe à Montevideo depuis son enfance et développe sa carrière en solitaire. C'est à l'occasion d'une participation au Festival Paysandú,-où il reçoit le prix de la meilleure voix- qu'il fait connaissance de Eduardo Larbanois, artiste qui conformait le duo Los Eduardos("les Édouards"). 
Eduardo Larbanois  est né à Tacuarembó (Dépt. du nord-est de l'Uruguay) le 11 août, 1953. Disciple d'Abel Carlevaro et Esteban Klisich, entre autres. Le duo rejoint "Los Eduardos" avec Eduardo Lago, ayant enregistré 3 LP et acquis une certaine reconnaissance au niveau régional, couvrant une partie de l'Argentine et l'Uruguay. Le groupe participe également au collectif de phonogrammes "Trova por Leandro Gómez" avec Carlos Maria Fossati, et Julio Mora Carlos Benavides, publié en 1978. 
En 1977, les musiciens décident de former le duo, jouant pour la première fois  lors d'un récital organisé par des étudiants universitaires du Colegio de San Juan Bautista (Collège Saint Jean-Baptiste), en 1978.

## Carrière
Tout au long de 30 années de spectacles, le duo a fait des tournées à travers le monde,à la suite de récitals en France, Nouvelle-Zélande, États-Unis, Canada, Cuba, Paraguay, Brésil, Argentine, entre autres. 
Environ 30 LPs ont été publiés, et le duo a partagé la scène avec une multitude d'artistes uruguayens et étrangers, dont Santiago Feliu, León Gieco, Paco Ibáñez, César Isella, Joan Manuel Serrat, Daniel Viglietti, Alfredo Zitarrosa, les frères Carlos et Enrique Mejía Godoy y Pablo Milanés.

## Discographie

### En Uruguay
- Amigos (Amis) (l'ensemble Carlos Benavides, Washington Benavides et Juan José de Mello (1978)
- Larbanois - Carrero (1979)
- Cuando me pongo un cantar (Quand je suis arrivée à chanter) (1980)
- En considérant (avec Vera Sienra) (1982)
- Antirutina (n ° rutine) (1983)
- Tanta vida en cuatro versos (donc beaucoup plus la vie dans quatre vers) (1983)
- Pero vamos andando (Mais nous nous rendons à pied) (1984)
- El hombre, digo (L'homme, dis-je) (1986)
- Rambla Sur (Rue du Sud) (1988)
- Lo mejor de Larbanois - Carrero (Le meilleur de la Larbanois - Carrero) (1988)
- De madrugadas (1990)
- Antología (1993)
- Antología 2 (1993)
- Identidades' (Identities) (1996)
- Cometas sobre los muros (Les cerfs-volants sur les murs) (1998)
- Canciones de Santamarta (Santamarta chanson) (2001)
- 25 años (25 ans) (2002)
- Coplas del Fogón (Fire chansons) (2005)
- Concierto 30 años (DVD. Montevideo Music Group 2009)
- Historias (2 CD. Montevideo Music Group 2010)
- 4 en línea (DVD junto a Emiliano y El Zurdo. Montevideo Music Group 2011)
- 4 en línea (CD junto a Emiliano y El Zurdo. Montevideo Music Group 2012)

### En Argentine
- Larbanois-Carrero (1980)
- Cuando me pongo un cantar (Quand je suis arrivée à chanter) (1981)
- Antirutina (n ° de routine) (1984)
- Pero vamos andando (Mais nous nous rendons à pied) (1984)
- Canciones de Santamarta (Santamarta chanson) (Acqua Records), 2006)

### Au Brésil
- La Comparsa (La Comparsa) (1980)
- Raíces clavadas bien hondo (Roots cloué bien profonde) (1982)
- El dorado (con Belchior) (L'âge d'or (avec Belchior)) (1990)
- Mercosul de canciones (Mercosul Song) (1996)

### Au Canada et aux États-Unis
- De Norte a Sur (Du nord au sud) (1995)